# 隱形粉紅獨角獸
隱形粉紅獨角獸（英語：Invisible Pink Unicorn）是一個由虚构宗教創造出來用以讽刺有神論的女神，其形象被矛盾地塑造成既不可見卻又是粉紅色的狀態。這使她成為無神論者或其他類型的宗教懷疑論者在批評宗教時常用的圖例。
隱形粉紅獨角獸通常被用於論證超自然信仰的武斷性，譬如把任何神學陳述裏的“上帝”一詞換成“隱形粉紅獨角獸”就是一例。不可見與粉紅這兩個彼此排斥的屬性，以及隱形粉紅獨角獸存在與否的不可證明性，對宗教信徒給他們所信仰的神賦予的各種互相矛盾的屬性進行了強烈的諷刺。

## 歷史

隱形粉紅獨角獸

隱形粉紅獨角獸這一概念可能主要依靠網絡文化而傳播開來：目前已知IPU一詞最早於1990年7月7日出現在Usenet的一個新聞組alt.atheism上。目前IPU一詞在alt.atheism上仍然十分常用。為數不少的其他網站也開始使用這一概念。
1994至1995年間，一群ISCABBS上的大學生對隱形粉紅獨角獸這一概念進行了極大的擴展。這些學生發表了一個宣言，基於隱形粉紅獨角獸創造了一個荒謬的（但又是符合邏輯的）宗教。以下這段引言就反映了IPU的起源：
|                                   | 隱形粉紅獨角獸是一種擁有超然力量的生物。我們之所以知道它們擁有超然力量，是因為它們可以同時保持不可見和粉紅色這兩個狀態。和所有宗教一樣，對隱形粉紅獨角獸的信仰是基於邏輯和信念的。我們的信念認為它們是粉紅色的；而我們的邏輯認為它們是不可見的，因為我們見不着它們。 |
| ——史蒂夫·埃利（美國思辨小説作家） | |

2007年，作家妮娅姆·华莱士撰文認為隱形粉紅獨角獸已經成為了無神論的象徵符號之一。

## 概念

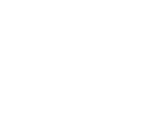
這張圖片裏包含了一個粉紅色的獨角獸，但是圖片的阿爾法通道設置卻使其透明不可見。空白的圖片經常被幽默地用來表示隱形粉紅獨角獸以強調其不可見性。

因為隱形粉紅獨角獸具有不可見的特性，所以沒有任何方法能證明她並不存在（或者證明她不是粉紅色的）。這和一類有神論者對上帝的矛盾描述很相似：因為上帝創造了宇宙，祂並不服從宇宙服從的定律，因此人們沒有辦法用物理的方法檢測到上帝的存在，從而不能判斷上帝的存在與否。隱形粉紅獨角獸正是為了描述這種矛盾屬性的可笑，與論證神存在的證據不夠充分而被創造出來的。
在隱形粉紅獨角獸的“信徒”之間還經常出現一些有趣的爭論，例如她到底是不是完全不可見的，亦或是對她有信仰的人才能看得見她（如同“皇帝的新衣”）。在這些爭論中，一些論據被有意寫的冗長費解，暗諷了許多神学辩论所具有的相同性質。

## 相似概念

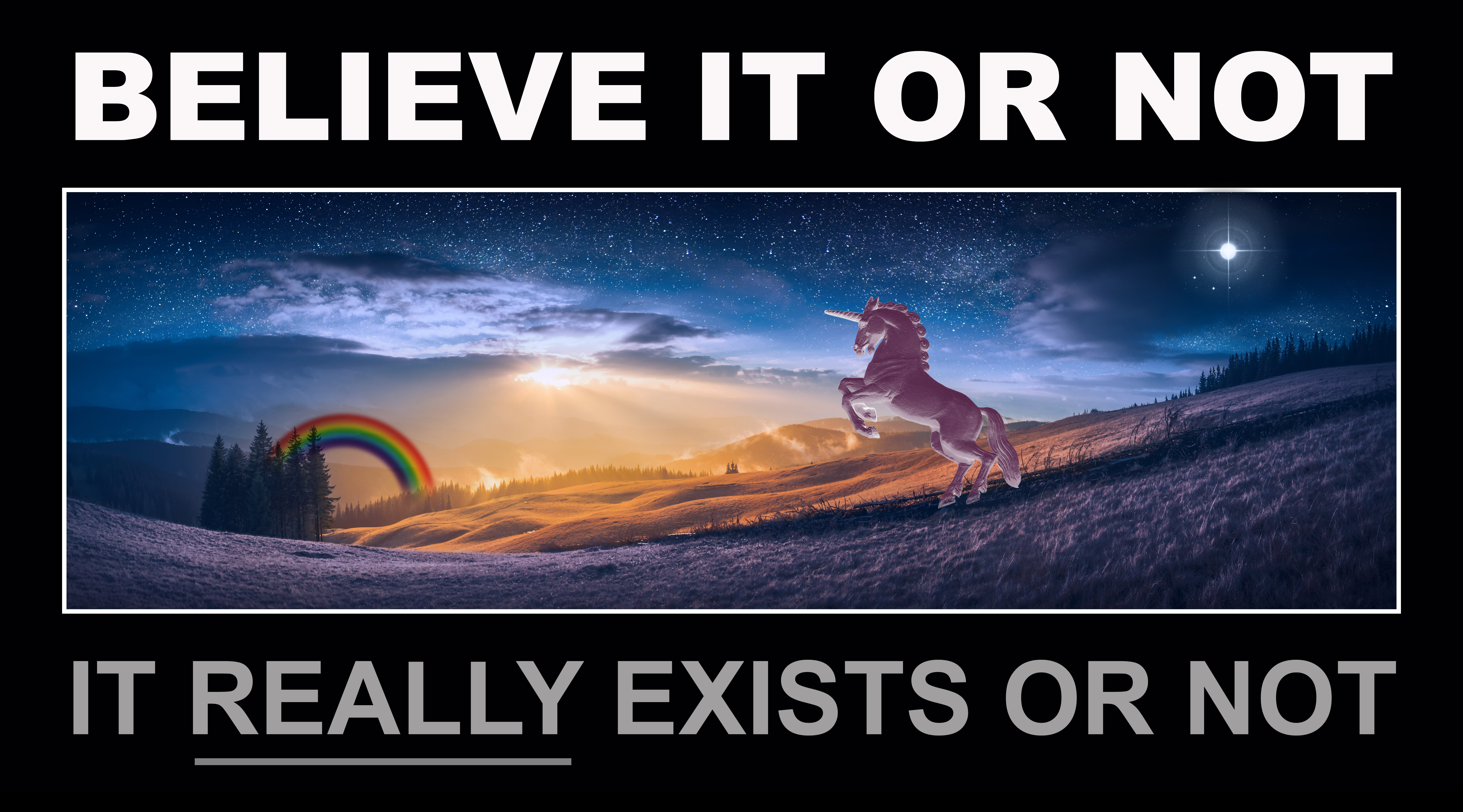
看不見的獨角獸

1996年，探索夏令營的L·威爾森博士開始採用一個看不見的獨角獸作為教學實例。2006年7月21日的辛辛那提訊問報對此作了如下描述：“夏令營成員必須要證明這個虛構的獨角獸——作為神的象徵——並不存在。”理查德·道金斯在他2006年的著作《上帝错觉》中也間接地提到了獨角獸與此的聯係：“羅素的茶壺代表著所有那些有可能存在而又不能被證明不存在的事物……不可見的，無形的，無聲的獨角獸常被作為哲學的思辨對象。”
卡尔·萨根在著作《魔鬼出没的世界——科学，照亮黑暗的蜡烛》中「库中的飞龙」一節裏舉了一個這樣的例子：一個人宣稱他的車庫裏住著一條無法被感知到的飛龍，時不時吐出沒有熱度的火焰。這條龍不能被看見，不發出任何聲音，也不會留下任何其他形式的痕跡。正因如此，人們根本沒有任何理由相信有這麽一條龍存在。这个概念类似于隐形粉红独角兽或罗素的茶壶。